# Vaitupu

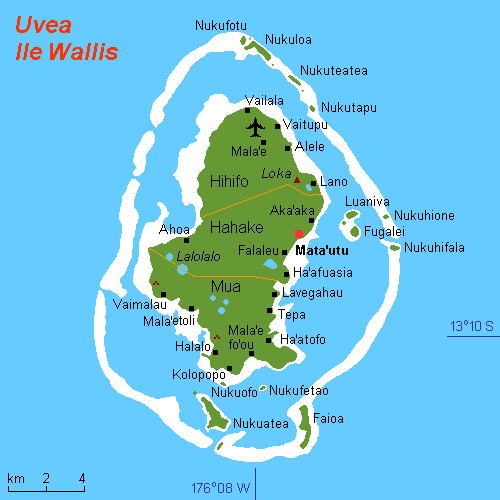
Vaitupus läge

Vaitupu är en ort på Wallis- och Futunaöarna i Stilla havet.

## Staden
Vaitupu är huvudort i distriktet Hihifo på Wallisön norra del och ligger ca 7 km norr om Mata-Utu.
Orten har endast ca 650 invånare (1) och här finns förutom några industribyggnader mest bostadshus.
Nära staden ligger öns flygplats Hihifo Airport eller Wallis Island Airport (flygplatskod "WLS") strax sydväst om centrum.

## Historia
Under andra världskriget kring 1942 låg Vaitupuområdet inom den amerikanska militärbasen "Navy 207" (2).
Den 29 juli 1961 blev hela Wallisön ett franskt Territoire d'outre-mer och den 28 mars 2003 fick området status som franskt Collectivité d'outre-mer.